# Heaven (album The Communards)
Heaven – składankowy album duetu The Communards – Jimmy Somerville i Richard Coles – wydany w 1993 r., w 5 lat po rozwiązaniu zespołu przez wytwórnię Alex na CD, pod numerem katalogowym 550 093-2.

## Lista utworów
1. You Are My World (03:30), nagrany w 1987 r.
2. Czardas (04:36), koncertowy nagrany w 1986 r.
3. So Cold the Night (04:15), nagrany w 1987 r.
4. Tomorrow (01:40), nagrany w 1986 r.
5. Annie (04:45), nagrany w 1987 r.
6. Hold On Tight (04:10), nagrany w 1987 r.
7. If I Could Tell You (03:45), nagrany w 1988 r.
8. T.M.T.♥.T.B.M.G (02:45), nagrany w 1988 r.
9. Zing Went the Strings of My Heart (05:02), nagrany w 1987 r.
10. I Do It All For Love (02:31), nagrany w 1986 r.
11. Sanctified (05:12), nagrany w 1987 r.
12. Judgement Day (03:56), nagrany w 1986 r.
13. Heavens Above (04:30), nagrany w 1985 r.
14. Victims (04:57), nagrany w 1987 r.